# Carl Wilhelm Langsdorff
Carl Wilhelm Langsdorff (* 14. Mai 1802 in Idstein; † 22. Juli 1855 in Höchst an der Nidder) war ein deutscher Amtmann.

## Leben
Carl Wilhelm Langsdorff wurde als Sohn des Landrats Karl Wilhelm Ludwig Langsdorf (1775–1825) und dessen Ehefrau Marianne Luise von Langsdorff (* 1782, Tochter des Franz Friedrich von Langsdorff und der Christine Wittich) geboren.
Nach dem Abitur absolvierte er ein Studium der Rechtswissenschaften und wurde in seinem Heimatort Idstein Oberamtssekretär, bevor er das Amt des Amtmanns im Amt Wehen antrat.
Am 17. August 1831 heiratete er in Kronberg Marianne Weißgerber (1807–1885). Aus der Ehe ging die Tochter Maria Anna Caroline (1832–1913, ∞ Pfarrer Friedrich Heinrich Karl Aßmann (1824–1907)) hervor.